# Harlingen, Texas
Harlingen là một thành phố thuộc quận Cameron, tiểu bang Texas, Hoa Kỳ. Năm 2010, dân số của xã này là 64849 người.

## Dân số
- Dân số năm 2000: 57564 người.
- Dân số năm 2010: 64849 người.